# Аллен, Мишель
Мише́ль А́ллен (англ. Michelle Allen; урождённая Мише́ль Ха́рдинг, англ. Michelle Harding; род. 3 сентября 1976, Виктория) — канадская кёрлингистка.
Играет на позициях второго и третьего.
Наиболее известна как участница команды скипа Келли Скотт, вместе с командой становившаяся чемпионкой Канады и мира.

## Достижения
- Чемпионат мира по кёрлингу среди женщин: золото (2007), бронза (2006).
- Чемпионат Канады по кёрлингу среди женщин: золото (2006, 2007), бронза (2005).
- Канадский олимпийский отбор по кёрлингу: серебро (2005).
- Континентальный Кубок по кёрлингу: золото (2007), серебро (2006).

## Команды
| Сезон                                          | Четвёртый      | Третий             | Второй             | Первый            | Запасной                           | Турниры                                |
| ---------------------------------------------- | -------------- | ------------------ | ------------------ | ----------------- | ---------------------------------- | -------------------------------------- |
| 1994—95                                        | Мишель Хардинг | Shalegh Beddington | Denise Byers       | Kim Danderfer     |                                    | ЧКЮ 1995 (8 место)                     |
| 1995—96                                        | Джина Ричард   | Мишель Хардинг     | Shalegh Beddington | Denise Byers      |                                    | ЧКЮ 1996 (.. место)                    |
| 1998—99                                        | Пэт Сандерс    | Мишель Хардинг     | Cindy Tucker       | Denise Byers      | Shalegh Beddington                 | ЧК 1999 (11 место)                     |
| 2004—05                                        | Келли Скотт    | Мишель Аллен       | Саша Картер        | Рене Симмонс      | Шерил Нобл тренер: Джерри Ричард   | ЧК 2005                                |
| 2005—06                                        | Келли Скотт    | Джина Шредер       | Саша Картер        | Рене Симмонс      | Мишель Аллен тренер: Джерри Ричард | КООК 2005 · ЧК 2006 · ЧМ 2006          |
| 2006—07                                        | Пэт Сандерс    | Шерил Нобл         | Мишель Аллен       | Roz Craig         |                                    | [ 3 ]                                  |
| 2006—07                                        | Келли Скотт    | Джина Шредер       | Саша Картер        | Рене Симмонс      | Мишель Аллен тренер: Джерри Ричард | ККК 2006 · ЧК 2007 · ЧМ 2007           |
| 2007—08                                        | Келли Скотт    | Джина Шредер       | Саша Картер        | Рене Симмонс      | Мишель Аллен тренер: Джерри Ричард | ККК 2007 · ЧК 2008 (8 место) · КК 2008 |
| 2009—10                                        | Келли Скотт    | Джина Шредер       | Саша Картер        | Джеки Армстронг   | Мишель Аллен тренер: Джерри Ричард | КООК 2009 (8 место)                    |
| 2010—11                                        | Sarah Wark     | Мишель Аллен       | Roselyn Craig      | Megan Reid        |                                    | [ 4 ]                                  |
| 2011—12                                        | Sarah Wark     | Мишель Аллен       | Roselyn Craig      | Megan Reid        | Denise Sellers                     |                                        |
| 2011—12                                        | Sarah Wark     | Мишель Аллен       | Simone Brosseau    | Roselyn Craig     |                                    | [ 5 ]                                  |
| 2013—14                                        | Sarah Wark     | Мишель Аллен       | Simone Brosseau    | Rachelle Kallechy |                                    |                                        |
| 2014—15                                        | Sarah Wark     | Simone Brosseau    | Мишель Аллен       | Rachelle Kallechy | Adina Tasaka                       | [ 6 ]                                  |
| 2015—16                                        | Sarah Wark     | Simone Brosseau    | Мишель Аллен       | Rachelle Kallechy |                                    | [ 7 ]                                  |
| Кёрлинг среди смешанных команд (mixed curling) |                |                    |                    |                   |                                    |                                        |
| 2015—16                                        | Wes Craig      | Sarah Wark         | Miles Craig        | Мишель Аллен      |                                    | ЧКСК 2015 (4 место)                    |

(скипы выделены полужирным шрифтом)